# Reinhold Pasch
Reinhold Pasch (né le 10 octobre 1883 à Wolgast, mort le 2 août 1965 à Berlin) est un acteur allemand.

## Biographie
fils d'un capitaine de navire, il est l'élève de Heinrich Oberländer au Schauspielhaus am Gendarmenmarkt. Il fait ses débuts en 1902 au nouveau théâtre de Racibórz. Dans les années 1900, il joue à Gdańsk, Zwickau, Rostock, Nuremberg, Chemnitz, Hambourg et Munich. À partir de 1909, il se produit à Berlin au Theater am Nollendorfplatz, plus tard au Theater des Westens et au Metropol-Theater. Pasch est principalement le jeune héros dans des opérettes. Il est également présent dans des films muets.
En 1921, il part à New York et joue jusqu'en 1930 à Broadway au English Theatre. En 1930, il accepte une offre d'Hollywood et joue jusqu'en 1936, principalement de petits rôles anonymes dans des films sonores.
En 1936, il rencontre Luis Trenker sur le tournage de L'Empereur de Californie et accepte de le suivre en Europe. Son projet de retour en Amérique est empêché par le déclenchement de la Seconde Guerre mondiale. Après la guerre, il joue notamment au Renaissance-Theater à Berlin.

## Filmographie
- 1912 : Wenn die Maske fällt (de)
- 1914 : Mobilmachung in der Küche
- 1915 : Ein Schrei in der Nacht
- 1916 : Der Schmuck der Herzogin
- 1916 : Frauen, die sich opfern
- 1916 : Mutters Sparkassenbuch
- 1916 : Die Oder Die?
- 1918 : Der Ring des Hauses Stillfried
- 1918 : Menschen, die durchs Leben irren
- 1919 : Homo sum
- 1919 : Der Klapperstorchverband
- 1920 : Narrentanz der Liebe
- 1920 : Der Fluch der Menschheit
- 1930 : Mothers Cry
- 1930 : Free Love (en)
- 1931 : Le Démon der mers
- 1932 : L'Homme que j'ai tué
- 1932 : Le Revenant
- 1932 : Evenings for Sale
- 1933 : The Silver Cord
- 1933 : Capture
- 1933 : Ann Vickers
- 1934 : Madame Spy (en)
- 1934 : All Men Are Enemies (en)
- 1934 : Dr. Monica (en)
- 1934 : The Pursuit of Happiness
- 1935 : Le Baron Gregor
- 1936 : L'Empereur de Californie
- 1937 : Condottieri
- 1937 : Tango Notturno
- 1937 : Des cœurs forts
- 1937 : Le Défi
- 1938 : Das große Abenteuer
- 1938 : Liebesbriefe aus dem Engadin (de)
- 1938 : Sergent Berry (de)
- 1938 : Pour le Mérite
- 1939 : War es der im 3. Stock?
- 1939 : Grenzfeuer
- 1940 : Der Feuerteufel
- 1940 : Die letzte Runde
- 1941 : Spähtrupp Hallgarten
- 1941 : Carl Peters
- 1941 : Les Comédiens
- 1942 : Le Grand Roi
- 1942 : Attentat à Bakou
- 1943 : Wildvogel
- 1944 : Eine kleine Sommermelodie
- 1945 : Rätsel der Nacht
- 1947 : Jan und die Schwindlerin
- 1949 : Die Nacht der Zwölf
- 1951 : Torreani
- 1952 : Postlagernd Turteltaube
- 1955 : Ein Polterabend (de)
- 1956 : Heimliche Ehen
- 1956 : Vor Sonnenuntergang
- 1956 : L'Espion de la dernière chance
- 1957 : Ainsi sont les hommes
- 1958 : Bien joué mesdames
- 1959 : Grand Hôtel
- 1959 : Bezaubernde Arabella
- 1960 : Contre-espionnage
- 1960 : Les Mystères d'Angkor
- 1960 : Sturm im Wasserglas
- 1961 : Question 7
- 1963 : Es war mir ein Vergnügen (de)
- 1965 : Les Mercenaires du Rio Grande